# トウィッチャー岩

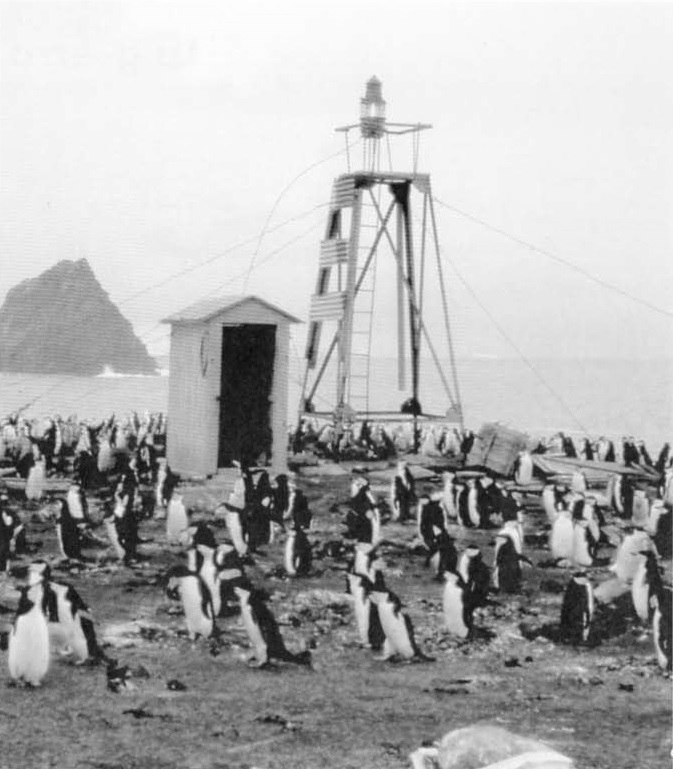
トウィッチャー岩（左奥にある岩。1976年）

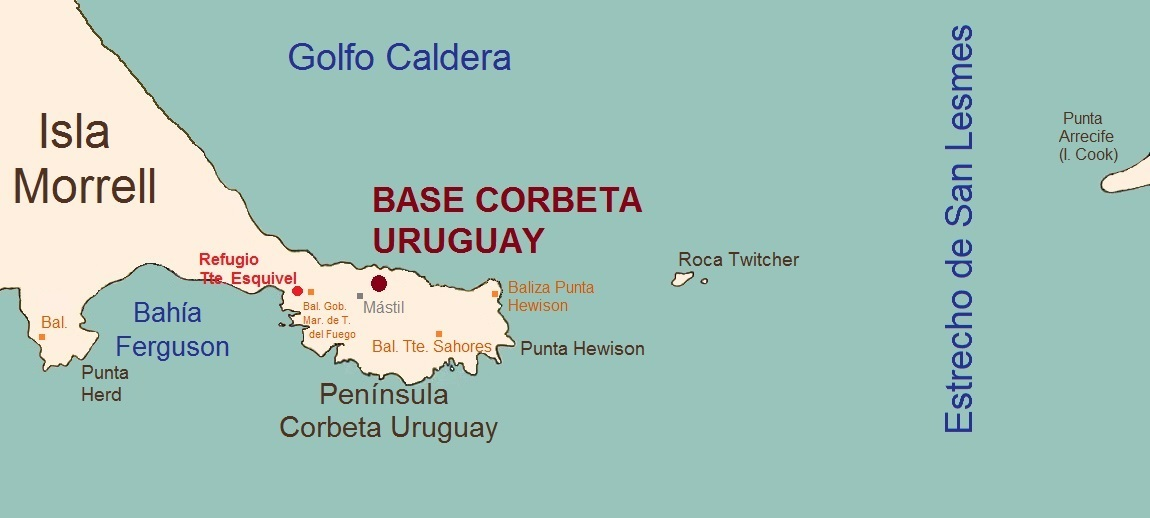
テューレ島とトウィッチャー岩の地図

トウィッチャー岩（英語：Twitcher Rock）とは、イギリス領サウスジョージア・サウスサンドウィッチ諸島のテューレ島の最南東から東に1.3 km、ダグラス海峡に位置する岩である。標高は55 m。ロシア帝国海軍の南極探検家ファビアン・ゴットリープ・フォン・ベリングスハウゼンにより1820年に発見された。ジョン・モンタギューのニックネームである"Jemmy Twitcher"より命名され、1930年に初めて海図に描かれた。